# Amplier
Amplier est une commune française située dans le département du Pas-de-Calais en région Hauts-de-France. Ses habitants sont appelés les Ampliois.
Elle fait partie de la communauté de communes des Campagnes de l'Artois  qui regroupe 96 communes et compte 33 141 habitants en 2021.
Elle possède une partie urbaine principale, à dominante linéaire, et une autre partie « Le petit Amplier », constituée de deux petits hameaux à quelque trois kilomètres du bourg, contigus à la commune de Terramesnil, dans la Somme.

## Géographie

### Localisation
Localisée dans le sud-est du département du Pas-de-Calais, Mercatel est une commune rurale située, à vol d'oiseau, à 5 km au sud-est de la commune de Doullens, dont elle est limitrophe, et à 31 km au sud-ouest de la commune d’Arras (chef-lieu d'arrondissement).
Le territoire de la commune est limitrophe de ceux de six communes, dont quatre, Authieule, Doullens, Grouches-Luchuel et Terramesnil, dans le département de la Somme.
Les communes limitrophes sont Grouches-Luchuel, Orville, Authieule, Doullens, Terramesnil et Halloy.

### Géologie et relief
La superficie de la commune est de 8,71 km2 ; son altitude varie de 61  à   148 mètres.

### Hydrographie
Le territoire de la commune est situé dans le bassin Artois-Picardie.
Le territoire communal est traversé par le fleuve côtier l'Authie, d'une longueur de  108,18 kilomètres, qui prend sa source dans la commune de Coigneux, située dans le département de la Somme, et qui se jette dans la Manche entre les communes de Berck et de Fort-Mahon-Plage et par le Beaurepaire.

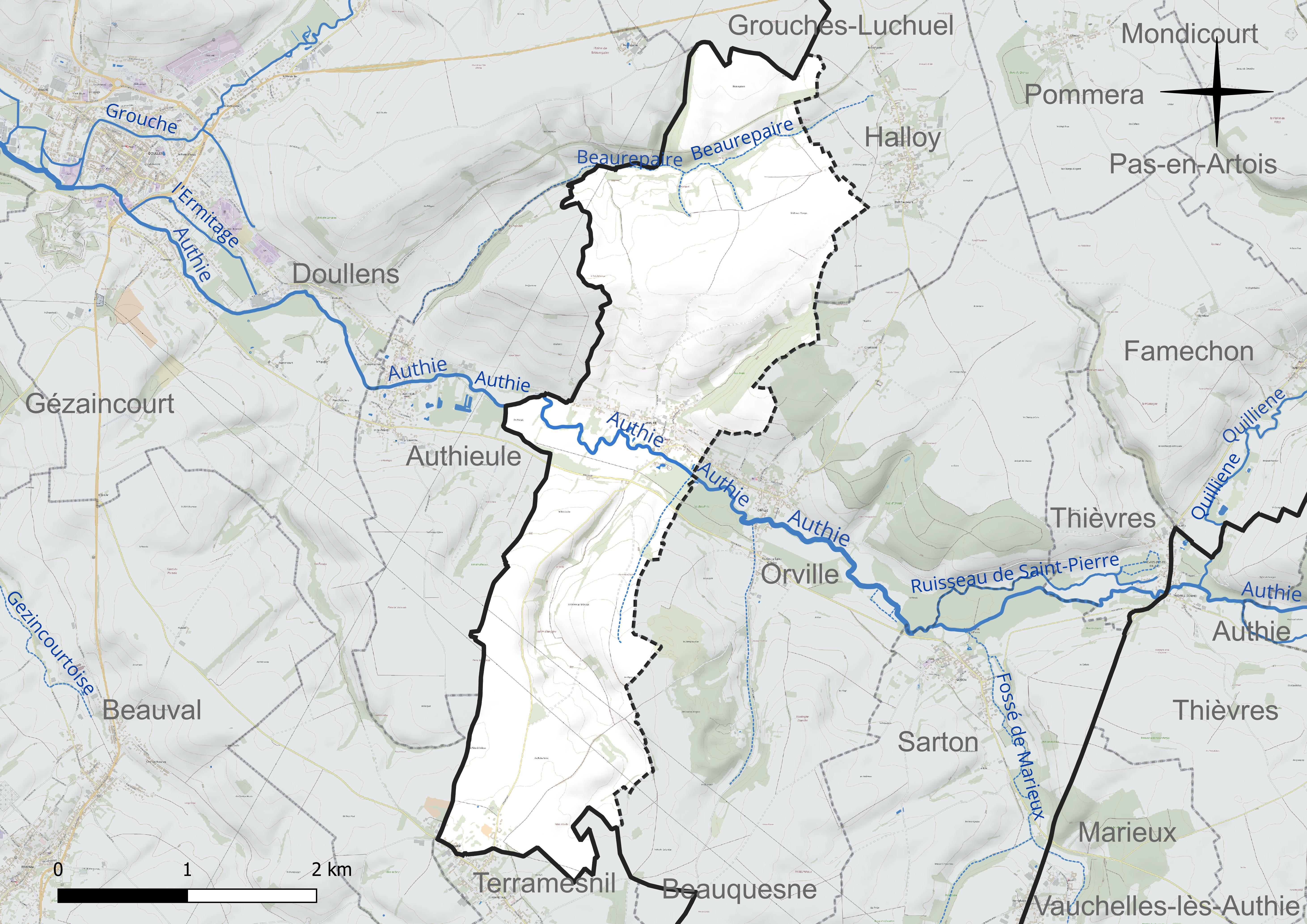
Réseau hydrographique d'Amplier.

### Climat
Pour des articles plus généraux, voir Climat des Hauts-de-France et Climat du Pas-de-Calais.
En 2010, le climat de la commune est de type climat océanique dégradé des plaines du Centre et du Nord, selon une étude du CNRS s'appuyant sur une série de données couvrant la période 1971-2000. En 2020, Météo-France publie une typologie des climats de la France métropolitaine dans laquelle la commune est exposée à un climat océanique et est dans la région climatique Côtes de la Manche orientale, caractérisée par un faible ensoleillement (1 550 h/an) ; forte humidité de l’air (plus de 20 h/jour avec humidité relative > 80 % en hiver), vents forts fréquents.
Pour la période 1971-2000, la température annuelle moyenne est de 10,1 °C, avec une amplitude thermique annuelle de 14,4 °C. Le cumul annuel moyen de précipitations est de 805 mm, avec 12,7 jours de précipitations en janvier et 8,9 jours en juillet. Pour la période 1991-2020, la température moyenne annuelle observée sur la station météorologique la plus proche, située sur la commune de Saulty à 13 km à vol d'oiseau, est de 10,4 °C et le cumul annuel moyen de précipitations est de 899,7 mm,. Pour l'avenir, les paramètres climatiques de la commune estimés pour 2050 selon différents scénarios d'émission de gaz à effet de serre sont consultables sur un site dédié publié par Météo-France en novembre 2022.

### Paysages
Pour un article plus général, voir Paysage en France.
La commune s'inscrit dans les « paysage du val d'Authie » tels qu'ils sont définis dans l'atlas de paysages de la région Nord-Pas-de-Calais, conçu par la direction régionale de l'Environnement, de l'Aménagement et du Logement (DREAL),.
les « paysages du val d'Authie », qui concernent 83 communes, se délimitent : au sud, dans le département de la  Somme par les « paysages de l'Authie et du Ponthieu », dépendant de l'atlas de paysages de la Picardie et au nord et à l'est par les « paysages du Montreuillois », les « paysages du Ternois » et les « paysages des plateaux cambrésiens et artésiens ». Le caractère frontalier de la vallée de l'Authie, aujourd’hui entre le Pas-de-Calais et la Somme, remonte au Moyen Âge où elle séparait le royaume de France du royaume d'Espagne, au nord.
Le coteau nord est escarpé alors que le coteau sud offre des pentes plus douces. À l'ouest, l'Authie s'ouvre sur la baie d'Authie, typique de l'estuaire picard, et se jette dans la Manche. Avec son vaste estuaire et les paysages des bas-champs, la baie d'Authie contraste avec les paysages plus verdoyants en amont.
L'Authie, entaille profonde du plateau artésien, a créé des entités écopaysagères prononcées avec un plateau calcaire dont l'altitude varie de 100  à   163 m qui s'étend de chaque côté du fleuve. L'altitude du plateau décline depuis le pays de Doullens, à l'est (point culminant à 163 m), vers les bas-champs picards, à l'ouest (moins de 40 m). Le fond de la vallée de l'Authie, quant à lui, est recouvert d'alluvions et de tourbes. L'Authie est un fleuve côtier classé comme cours d'eau de première catégorie où le peuplement piscicole dominant est constitué de salmonidés. 
L'occupation des sols des « paysages du val d'Authie » est composée pour 69,48 % en cultures, 15,34 % en prairies naturelles, permanentes, 7,79 % en forêts et milieux semi-naturels, 5,04 % en espaces artificialisés avec principalement les communes d'Auxi-le-Château et Doullens, 1,11 % en cours d'eau et plans d'eau, 0,87 % en peupleraies et 0,37 % en espaces industriels.

### Milieux naturels et biodiversité

#### Zone naturelle d'intérêt écologique, faunistique et floristique
L’inventaire des zones naturelles d'intérêt écologique, faunistique et floristique (ZNIEFF) a pour objectif de réaliser une couverture des zones les plus intéressantes sur le plan écologique, essentiellement dans la perspective d’améliorer la connaissance du patrimoine naturel national et de fournir aux différents décideurs un outil d’aide à la prise en compte de l’environnement dans l’aménagement du territoire.
Le territoire communal comprend une ZNIEFF de type 1 : la vallée de la Quillienne, ses vallons adjacents et bois d'Orville, d’une superficie de 2 143 hectares et d'une altitude variant de 65  à   154 mètres. Cette vallée associe des influences thermophiles dans les lisières et sur les pelouses et un caractère psychrophile au niveau des forêts de ravins. Une partie du site est occupée par l’agriculture intensive.

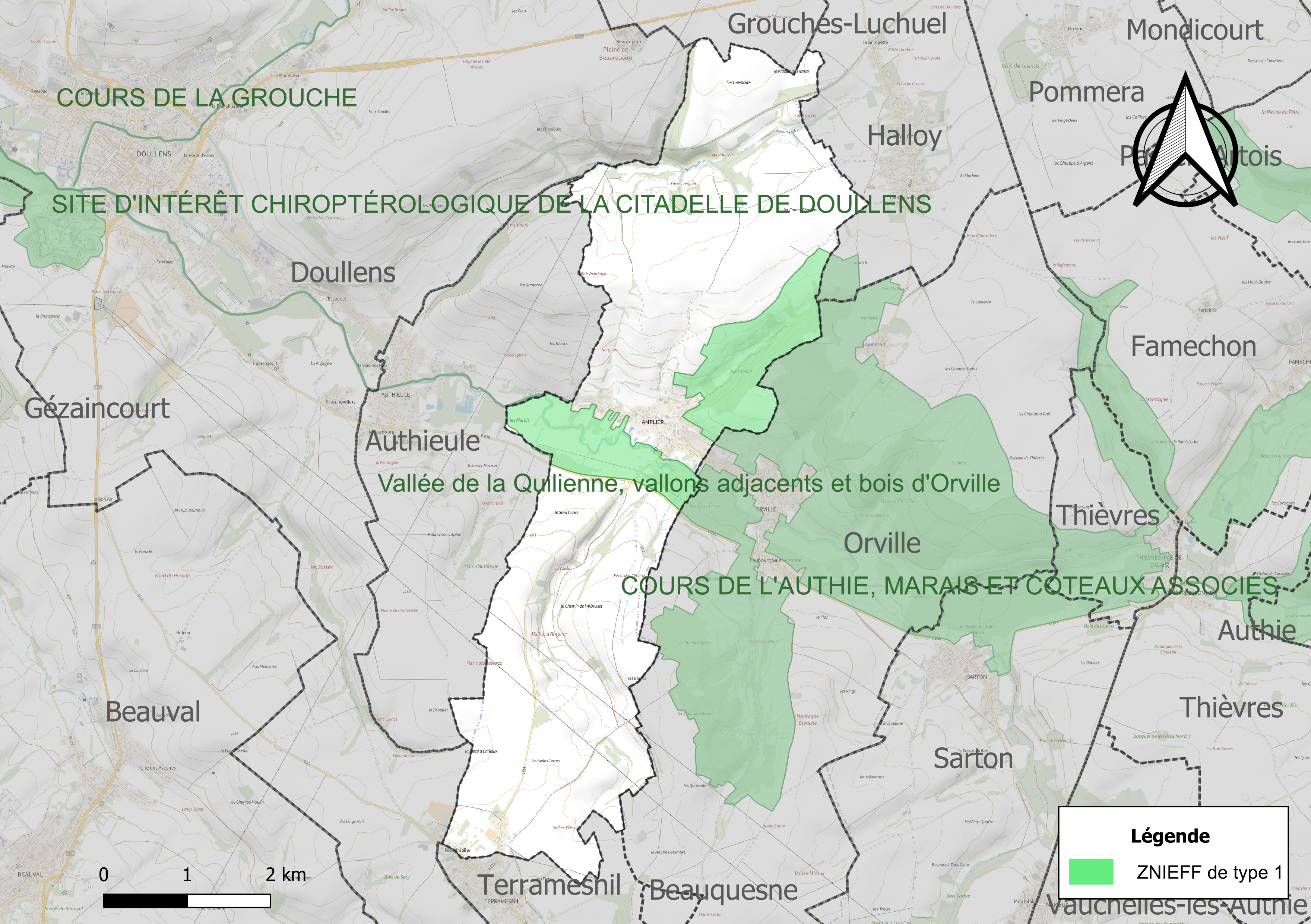
Carte de la ZNIEFF sur la commune.

## Urbanisme

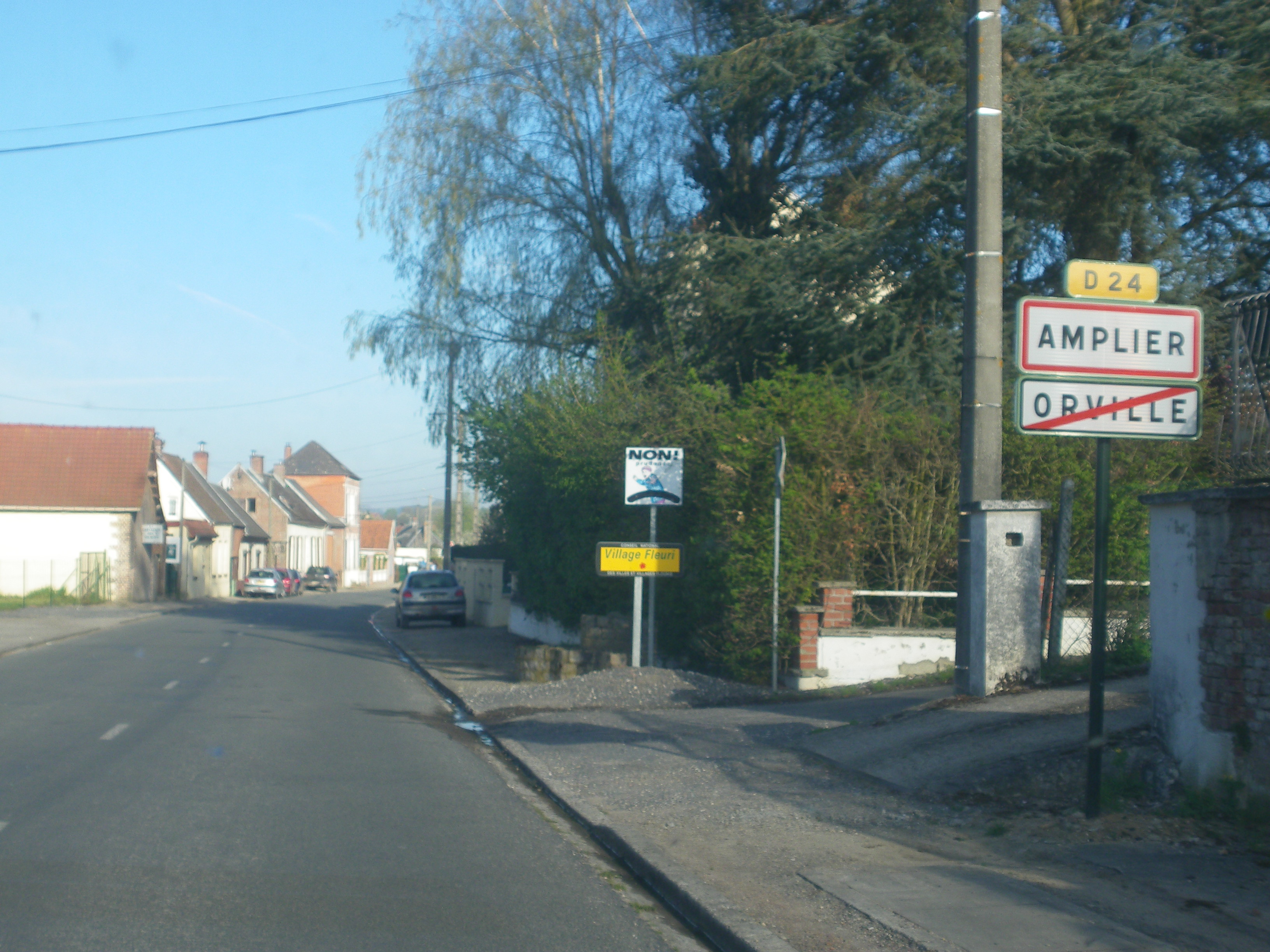
Entrée de la commune via Orville.

### Typologie
Au 1er janvier 2024, Amplier est catégorisée commune rurale à habitat dispersé, selon la nouvelle grille communale de densité à sept niveaux définie par l'Insee en 2022.
Elle est située hors unité urbaine. Par ailleurs la commune fait partie de l'aire d'attraction d'Amiens, dont elle est une commune de la couronne,. Cette aire, qui regroupe 369 communes, est catégorisée dans les aires de 200 000 à moins de 700 000 habitants,.

### Occupation des sols
L'occupation des sols de la commune, telle qu'elle ressort de la base de données européenne d’occupation biophysique des sols Corine Land Cover (CLC), est marquée par l'importance des territoires agricoles (92,2 % en 2018), une proportion sensiblement équivalente à celle de 1990 (92,8 %). La répartition détaillée en 2018 est la suivante : 
terres arables (73,4 %), prairies (9,4 %), zones agricoles hétérogènes (9,3 %), forêts (5,1 %), zones urbanisées (2,7 %). L'évolution de l’occupation des sols de la commune et de ses infrastructures peut être observée sur les différentes représentations cartographiques du territoire : la carte de Cassini (XVIIIe siècle), la carte d'état-major (1820-1866) et les cartes ou photos aériennes de l'IGN pour la période actuelle (1950 à aujourd'hui).

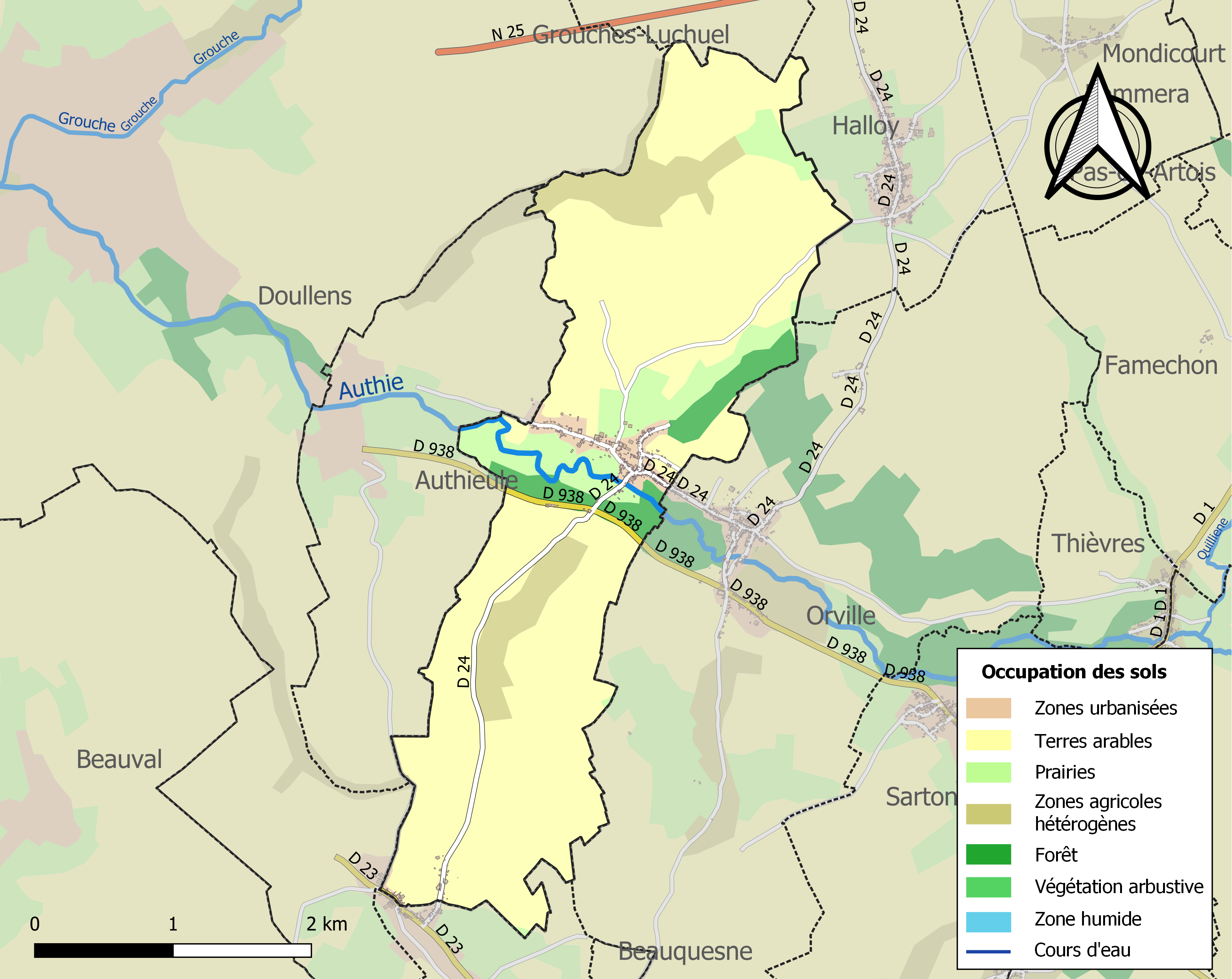
Carte des infrastructures et de l'occupation des sols de la commune en 2018 (CLC).

## Toponymie
Ampleias villa (877), Amplers (1138), Ampliet (1793 & 1801), Amplier-lez-Orville.
Le nom de la commune vient du latin ampliare, qui signifie agrandir. En effet, Amplier doit son nom aux développements successifs de la commune d'Orville qui, ne pouvant plus contenir dans son enceinte le nombre toujours croissant de ses habitants, donna naissance à cette seconde bourgade. Elle est mentionnée sous le nom « d'Ampleias Villa » dans le diplôme de Charles le Chauve de 877, qui assigne deux manoirs sur ce village à l'abbaye de Marchiennes.

Ou du germanique  ampla (oseille) + lari « espace inculte ».

## Histoire
Dès l'année 1138, l'abbaye de Saint-Michel possédait des terres importantes.
Au XIe siècle, Amplier figure parmi les fiefs qui avaient été donnés à la collégiale de Saint-Pol par le comte Roger, et il est désigné comme étant situé in terra Maisnil, d'où les historiens ont conclu qu'il dépendait alors de cette seigneurie.
Son église construite au XVIIe siècle a remplacé une ancienne maison-forte.
Avant la Révolution française, Amplier est le siège d'une seigneurie.
En 1758, la seigneurie de Galametz, relevant du château d'Hesdin, est érigée en comté, associées à celles de Marconne, Amplier et Quint-d'Orville, sous la dénomination de comté de Brandt, du nom du seigneur qui bénéficie de cette promotion.
Des fouilles pratiquées dans la motte castrale d'Amplier ont amené la découverte de vieilles armes et de tombeaux.
Une maladrerie y fut également fondée, à la suite des croisades, mais il est impossible d'en retrouver l'emplacement.
Amplier était gouverné par les mêmes seigneurs qu'Orville, dont il était un fief, et dépendait, comme son chef-lieu, du diocèse d'Amiens.
En raison de sa position sur la frontière de Picardie, ce village était gardé par six hommes de la gabelle, pour empêcher le transport du sel et du tabac. Un poste surveillait aussi le pont qui était fermé par une barrière pendant la nuit.

## Politique et administration

### Découpage territorial
La commune se trouve dans l'arrondissement d'Arras du département du Pas-de-Calais.

#### Commune et intercommunalités
La commune est membre de la communauté de communes des Campagnes de l'Artois.

#### Circonscriptions administratives
La commune est rattachée au canton d'Avesnes-le-Comte.

#### Circonscriptions électorales
Pour l'élection des députés, la commune fait partie de la première circonscription du Pas-de-Calais.

### Élections municipales et communautaires

#### Liste des maires
| Période                                  | Période                     | Identité           | Étiquette | Qualité                                       |
| ---------------------------------------- | --------------------------- | ------------------ | --------- | --------------------------------------------- |
| Les données manquantes sont à compléter. |                             |                    |           |                                               |
| 1977                                     | mars 2001                   | Serge Lefebvre     |           |                                               |
| mars 2001                                | 2020                        | Thierry François   |           | Agriculteur retraité Maire honoraire en 2020, |
| 2020                                     | En cours (au 26 avril 2022) | Hubert Tassencourt |           | Ingénieur et cadre d'entreprise,              |

## Équipements et services publics

### Justice, sécurité, secours et défense
La commune dépend du tribunal judiciaire d'Arras, du conseil de prud'hommes d'Arras, de la cour d'appel de Douai, du tribunal de commerce d'Arras, du tribunal administratif de Lille, de la cour administrative d'appel de Douai et du tribunal pour enfants d'Arras.

## Population et société

### Démographie
Ses habitants sont appelés les Ampliois.

#### Évolution démographique
L'évolution du nombre d'habitants est connue à travers les recensements de la population effectués dans la commune depuis 1793. Pour les communes de moins de 10 000 habitants, une enquête de recensement portant sur toute la population est réalisée tous les cinq ans, les populations de référence des années intermédiaires étant quant à elles estimées par interpolation ou extrapolation. Pour la commune, le premier recensement exhaustif entrant dans le cadre du nouveau dispositif a été réalisé en 2004.

En 2022, la commune comptait 303 habitants, en stagnation par rapport à 2016 (Pas-de-Calais : −0,72 %, France hors Mayotte : +2,11 %).
| 1793 | 1800 | 1806 | 1821 | 1831 | 1836 | 1841 | 1846 | 1851 |
| ---- | ---- | ---- | ---- | ---- | ---- | ---- | ---- | ---- |
| 450  | 485  | 463  | 453  | 555  | 543  | 551  | 506  | 517  |

| 1856 | 1861 | 1866 | 1872 | 1876 | 1881 | 1886 | 1891 | 1896 |
| ---- | ---- | ---- | ---- | ---- | ---- | ---- | ---- | ---- |
| 515  | 544  | 553  | 489  | 429  | 369  | 340  | 724  | 514  |

| 1901 | 1906 | 1911 | 1921 | 1926 | 1931 | 1936 | 1946 | 1954 |
| ---- | ---- | ---- | ---- | ---- | ---- | ---- | ---- | ---- |
| 417  | 410  | 335  | 311  | 278  | 264  | 250  | 238  | 255  |

| 1962 | 1968 | 1975 | 1982 | 1990 | 1999 | 2004 | 2006 | 2009 |
| ---- | ---- | ---- | ---- | ---- | ---- | ---- | ---- | ---- |
| 266  | 273  | 261  | 230  | 271  | 248  | 275  | 284  | 306  |

| 2014 | 2019 | 2022 | - | - | - | - | - | - |
| ---- | ---- | ---- | - | - | - | - | - | - |
| 308  | 300  | 303  | - | - | - | - | - | - |

La découverte de sables phosphatés sur le territoire de la commune voisine : Orville (voir ci-après) en 1887 fit doubler la population d'Amplier, qui passa en quatre ans de 340 à 724 habitants.
La commune d'Orville a une histoire bien particulière, liée à la découverte de sables phosphatés en 1887. À cette époque, la population d'Orville est passée en quatre ans de 461 à 1 503 habitants !
On comptait jusqu'à 30 carrières d'extraction de sable phosphaté à Orville, dans lesquelles travaillaient plus de 500 ouvriers belges.
Les importations de phosphate du Maroc et de Tunisie, moins coûteux et plus riche, ont mis fin à l’exploitation. Le site, « les buttes d'Orville », est maintenant occupé par un parcours de ball-trap.

#### Pyramide des âges
En 2018, le taux de personnes d'un âge inférieur à 30 ans s'élève à 31,4 %, soit en dessous de la moyenne départementale (36,7 %). À l'inverse, le taux de personnes d'âge supérieur à 60 ans est de 27,3 % la même année, alors qu'il est de 24,9 % au niveau départemental.
En 2018, la commune comptait 152 hommes pour 149 femmes, soit un taux de 50,5 % d'hommes, légèrement supérieur au taux départemental (48,5 %).
Les pyramides des âges de la commune et du département s'établissent comme suit.
| Hommes | Classe d’âge | Femmes |
| ------ | ------------ | ------ |
| 0,0    | 90 ou +      | 0,0    |
| 3,3    | 75-89 ans    | 9,4    |
| 21,2   | 60-74 ans    | 20,8   |
| 21,9   | 45-59 ans    | 21,5   |
| 20,5   | 30-44 ans    | 18,8   |
| 19,2   | 15-29 ans    | 12,1   |
| 13,9   | 0-14 ans     | 17,4   |

| Hommes | Classe d’âge | Femmes |
| ------ | ------------ | ------ |
| 0,5    | 90 ou +      | 1,6    |
| 5,6    | 75-89 ans    | 8,9    |
| 16,7   | 60-74 ans    | 18,1   |
| 20,2   | 45-59 ans    | 19,2   |
| 18,9   | 30-44 ans    | 18,1   |
| 18,2   | 15-29 ans    | 16,2   |
| 19,9   | 0-14 ans     | 17,9   |

## Économie

### Revenus de la population et fiscalité
En 2019, dans la commune, il y a 121 ménages fiscaux qui comprennent 298 personnes pour un revenu médian disponible par unité de consommation de 21 180 euros, soit supérieur au revenu médian de la France métropolitaine qui est de 21 930 euros,.

## Culture locale et patrimoine

### Lieux et monuments

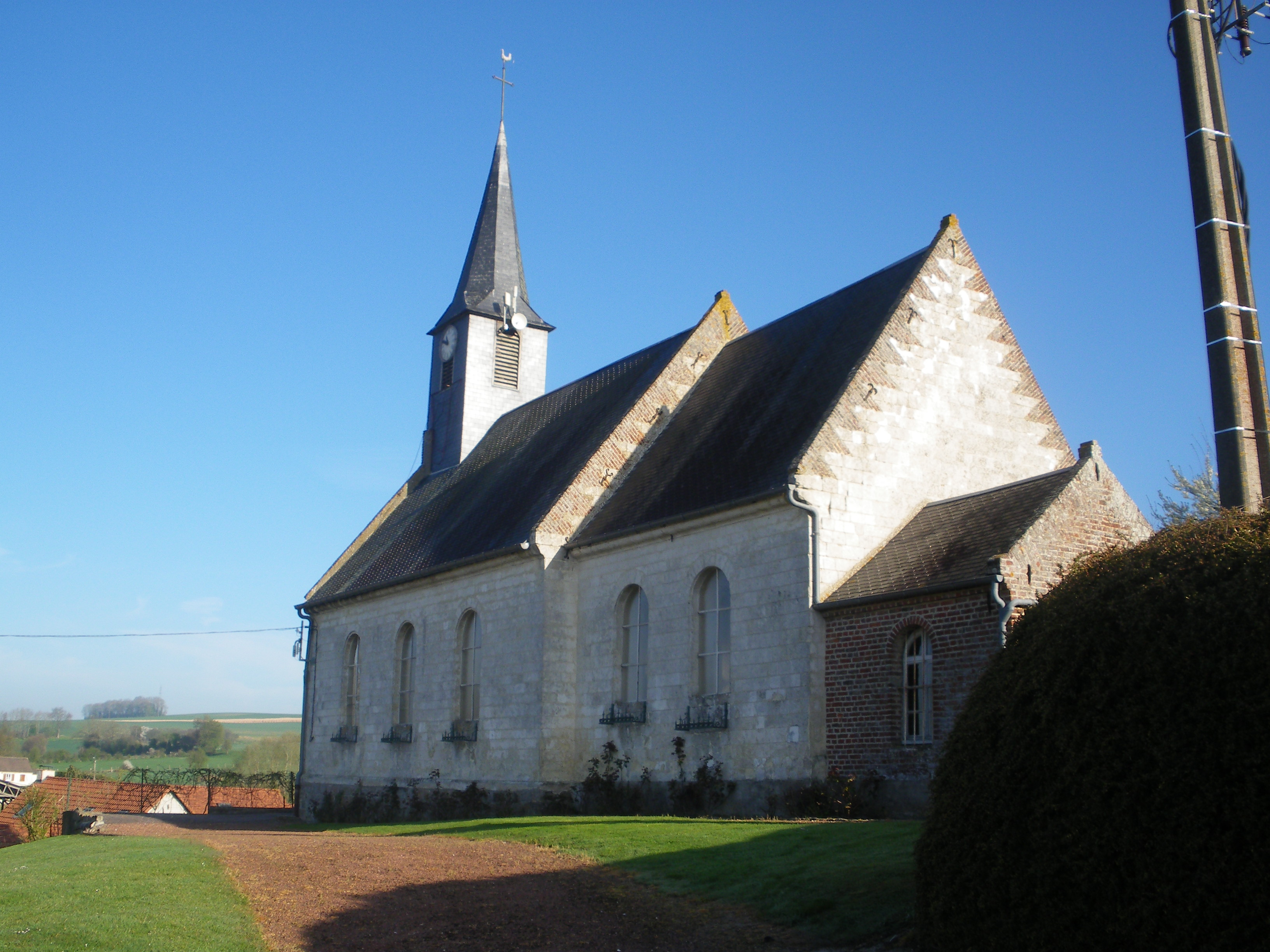
L'église.

- Le monument aux morts des guerres de 1914-1918 et 1939-1945, en granit de Belgique. Monument de 4,30 m de haut avec Croix de guerre 1914-1918, avec couronne d'immortelle et palme[37].
- L'église Saint-Hilaire.
- Une aire de jeux pour petits et grands[38].

### Personnalités liées à la commune
- Alexandre François Ignace de Brandt, seigneur de Galametz, Marconne, Amplier, Quint-d'Orville, à la moitié du XVIIIe siècle, a pris part à la plupart des batailles de Flandre et s'est distingué à la bataille de Lauffeld et autres, où il a été employé comme cornette dans le régiment de Royal-Cravatte. Il bénéficie en mars 1758, par lettres données à Versailles, de la promotion de la seigneurie de Galametz associée à celles citées en comté. Il est le fils de Louis François de Brandt, mayeur (maire) de la ville d'Aire, place que Philippe et François de Brandt, ses aïeux ont également occupée. Sa mère Marie Agnès Ptolomey était fille de Paul Gabriel Marie comte Ptolomey, d'une noble famille d'Italie; un de ses parents Charles de Brandt nommé en 1666 capitaine de soixante hommes d'armes, sous le duc d'Havré, a rempli ce poste jusqu'à sa mort. Il est d'une ancienne famille noble alliée aux Salperwick, marquis de Grigny, de Fléchin, Wamin, de la Ferté, de le Vacque[21].

### Héraldique
| Armes d'Amplier | Les armes d'Amplier se blasonnent ainsi : De sable à la crosse d’argent, au franc-canton d’or. |

## Pour approfondir